# Station Gdańsk Olszynka
Station Gdańsk Olszynka is een spoorwegstation in de Poolse plaats Gdańsk.